# 李如楨
李如楨（？—？），明朝鐵嶺衛（今辽宁省铁岭市）人。李成梁第三子。

## 生平
李如楨“雖將家子，然未歷行陣，不知兵。”由父蔭為指揮使，官至右都督，並在錦衣衛掌南、北鎮撫司，提督西司房，在环卫四十年。
明神宗万历四十七年（1619年），出镇辽东，奉命守铁岭。隨楊鎬討遼東，李如楨駐瀋陽，開原、鐵嶺先後失陷，馬林戰死，李如楨緩慢往救，只縱兵割后金死兵一百七十九首級報功而還。朝中言官交章論劾李如楨。鐵嶺失陷，以擁兵不救獲罪，下獄論死。
崇禎四年（1631年），免死罪，充軍。